# Fiord de Varanger
El fiord de Varanger (en noruec: Varangerfjorden; en rus: Варяжский залив; en finès: Varanginvuono) és un fiord localitzat en l'extrem nord de la península Escandinava, el més oriental dels fiords de Noruega. Administrativament les seves ribes pertanyen al comtat de Finnmark (municipis de Vadsø, Unjára-Nesseby i Sør-Varanger).
El golf està limitat, al nord, per la petita península de Varanger i, al sud, pel mateix continent i és banyat per les aigües del mar de Barents. Té una longitud d'uns 100 km i la seva boca, entre la ciutat de Vardø, al nord, i Grense Jakobselv, al sud, té uns 70 km d'amplada. En un sentit estricte, és un fals fiord, ja que no té les característiques d'haver estat tallat per glaceres.
El fiord s'estén a l'interior en direcció oest, lleugerament nord, fins a Varangerbotn, al municipi de Nesseby. Gairebé al límit exterior del fiord desemboca al riu Pasvikelva, que drena el gran llac Inari (de 1.040,28 km).

## Història
Els residents kven del fiord de Varanger són en gran part descendents d'immigrants finlandesos que arribaren a la zona al segle xix des de Finlàndia i del nord de Suècia.
En la primera meitat del segle xix, la possibilitat que Rússia exigís la cessió d'un tram de costa al llarg del fiord va estar durant un temps a l'agenda diplomàtica europea, induint al rei Òscar I de Suècia a concloure una aliança amb Gran Bretanya i França per tal d'anticipar-se a aquesta possibilitat.